# Snana Yatra

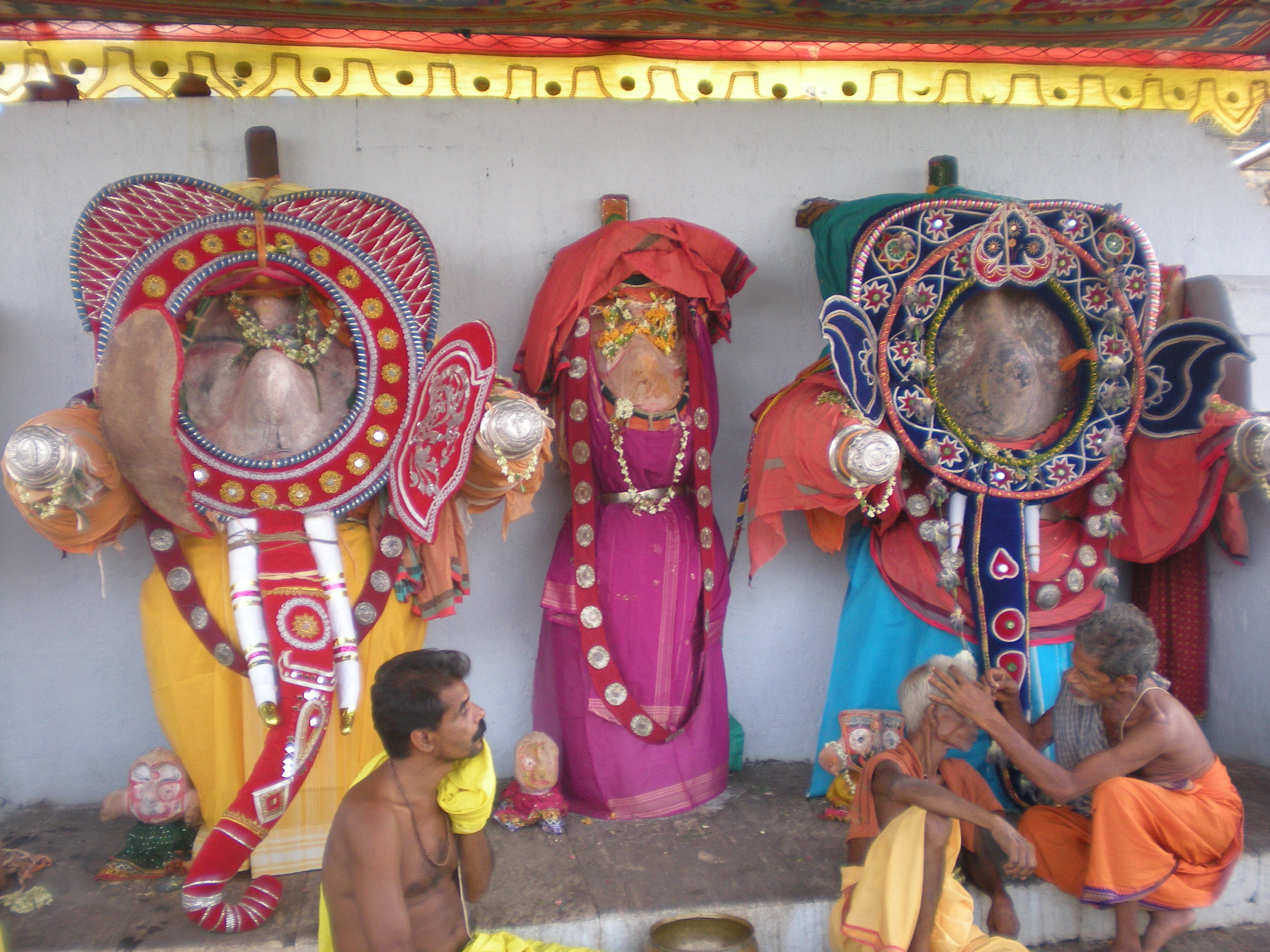
Las deidades se visten con atuendo de elefante en la celebración de Snana Yatra.

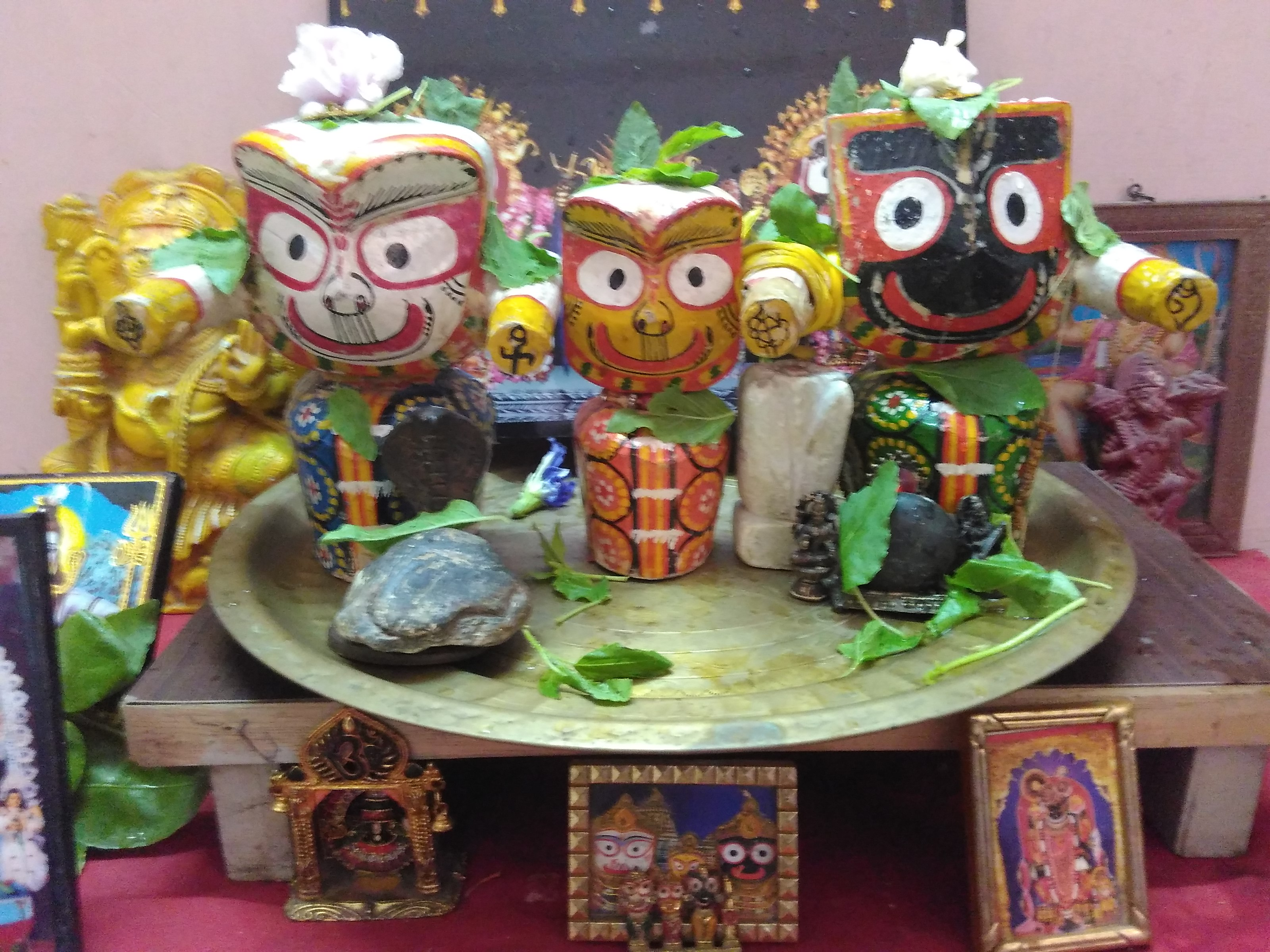
Se aplica tulsi sobre todo el cuerpo antes de llevarlos a tomar un baño

El Snana Yatra  es un festival de baño celebrado en el Purnima (día de luna llena) del mes hindú de Jyeshtha.
Es un festival importante de los devotos Jaganatha. Es el día de nacimiento del Señor Jaganatha. Esta es la primera ocasión en el año en el calendario hindú cuando  las deidades Jaganatha, Balarama, Subhadra, Sudarshan, y Madanmohan son sacados fuera del  Templo de Yáganat (Puri) y son llevados en una procesión al Snana Bedi. Allí se bañan ceremonialmente y son decorados para una audiencia pública con los devotos.

## Importancia religiosa
Los devotos del Señor Jaganatha creen que si hacen un peregrinaje para ver la deidad ese día, se limpiarán de todos sus pecados. Centenares de miles de devotos visitan el templo en esta ocasión. El Skanda Purana menciona que el Rey Indradyumna instauró esta ceremonia por primera vez cuando los ídolos de las deidades fueron instalados por primera vez.

## Las ceremonias
En vísperas del Snana Yatra (que significa el Festival de Baño, en sánscrito), los ídolos de las deidades se sacan fuera del garbhagriha (sanctum sanctorum) en una procesión magnífica y se los lleva al Snana Bedi (plataforma de baño). Los devotos vienen a ver las deidades.
En el día del Snana Yatra, se bañan las deidades con 108 tarros llenos de agua purificada de manera ritual extraída del pozo norte del templo. Esto se acompaña de conjuros religiosos.
Al anochecer, al finalizar el ritual del baño, se visten a Jagannath y Balabhadra con un tocado de elefante representando al Dios Ganesh. Esta forma del Dios se denomina el 'Gajavesha'.
Luego del Snana Yatra, es tradición creer que los Dioses se enferman y se mantienen en una habitación apartada para poder mejorarse bajo el cuidado del Raj Vaidya. Durante este periodo conocido como Anasara los Dioses no pueden ser vistos por los devotos. Es en este momento que se muestran a los devotos tres pinturas pata chitra
Se dice que la medicación Ayurvedic ('pnachan') administrada por el Raj Vaidya hace que los Dioses se recuperen en una quincena y retoman su labor recibiendo a sus devotos.
Durante el período Anasara los devotos se dirigen al temploAlarnatha Mandira en Bramhagiri ya que creen que Jagannath se presenta como Alarnatha durante este periodo